# Pałłada (1906)
Pałłada (ros. Паллада) – rosyjski krążownik pancerny z okresu I wojny światowej, typu Bajan. Był drugim rosyjskim krążownikiem noszącym tę nazwę (pochodzącą od Pallas Ateny), po krążowniku pancernopokładowym „Pałłada” z okresu wojny rosyjsko-japońskiej. Wchodził w skład Floty Bałtyckiej, został zatopiony na początku wojny 11 października 1914 roku przez niemiecki okręt podwodny U-26.

## Budowa
„Pałłada” należała do krążowników pancernych ulepszonego typu Bajan, zaprojektowanych dla floty rosyjskiej we Francji, których pierwowzorem był „Bajan”, zamówiony w 1898 roku. Udane działania tego okrętu pod Port Artur podczas wojny rosyjsko-japońskiej oraz straty ponoszone przez rosyjską marynarkę podczas tej wojny spowodowały zamówienie kolejnej jednostki we Francji („Admirał Makarow”) oraz podjęcie 10 listopada 1904 roku decyzji o budowie dwóch dalszych okrętów tego typu w Rosji (daty w tym rozdziale w starym stylu). 2 kwietnia 1905 roku oba krążowniki wciągnięto na listę floty; otrzymały one nazwy „Pałłada” i „Bajan” (II) na cześć krążowników utraconych w Port Artur. 
Prace nad oboma krążownikami prowadzone były równolegle w Stoczni Admiralicji w Petersburgu („Pałładę” budowano na odkrytej pochylni stoczni). Budowę na pochylni rozpoczęto 4 maja 1905 roku. Kontraktowy koszt budowy kadłuba „Pałłady” miał wynieść 9 927 348 rubli, maszyn, wykonywanych przez Towarzystwo Zakładów Francusko-Rosyjskich – 3 035 000 rubli. Budowę prowadzono według otrzymywanych z Francji planów ulepszonego krążownika typu Bajan – „Admirała Makarowa”, lecz stocznia wprowadzała do nich drobne zmiany, częściowo z powodu braku szczegółowych rysunków wykonawczych. 
Oficjalne położenie stępki i zarazem wodowanie „Pałłady” miało miejsce 28 października 1906 r. (starego stylu). Gotowość okrętu przewidywano pierwotnie na wrzesień 1907 roku, ale jego ukończenie znacznie się opóźniało, częściowo z powodu opóźnień dostawy maszyn i pancerza, wykonywanego przez Zakłady Iżorskie. 14 września 1909 roku „Pałłada” rozpoczęła kampanię, po czym przeszła do Kronsztadu w celu dalszego wyposażania, które się również przedłużało. 1 czerwca 1910 roku przeprowadzono próby prędkości, podczas których uzyskano średnią prędkość 21 węzłów (maksymalną, przy lekkim wietrze, 22,3 w.). Oficjalny akt odbioru okrętu sporządzono, po dalszych próbach i poprawkach, 2 lutego 1911 roku. 
W toku budowy rozważano przeprojektowanie okrętu pod napęd turbinami parowymi oraz osobno przezbrojenie w postaci zamiany wszystkich dział kalibru 75 mm na 4 działa 152 mm lub 10 dział 100 mm, lecz nie przyjęto tych planów do realizacji. Od końca 1913 roku rozważano doświadczalne wyposażenie „Pałłady” w spuszczany na wodę wodnosamolot, ale do wybuchu wojny nie opracowano planów takiej modyfikacji.

## Opis konstrukcji
Uzbrojenie główne w postaci dwóch dział kalibru 203 mm o długości lufy 45 kalibrów (L/45), umieszczone było w dwóch jednodziałowych wieżach na pokładzie dziobowym i rufowym, w osi podłużnej okrętu. Kąt podniesienia luf wynosił 22°. Przy kącie podniesienia 18° donośność pocisków burzących o masie 87,73 kg wynosiła 13,1 km, a pocisków półpancernych o masie 106,9 kg – 15,9 km (stosowano też inne pociski). Zapas amunicji wynosił 110 pocisków na działo. Artylerię średnią stanowiło 8 dział 152 mm L/45 systemu Canet rozmieszczone w opancerzonych kazamatach na burtach. Uzbrojenie pomocnicze obejmowało 22 działa 75 mm L/50 systemu Canet – po 11 na każdej z burt, z tego cztery w opancerzonych kazamatach na śródokręciu, jedno w burtowym stanowisku na rufie (w pomieszczeniach admiralskich) i sześć na pokładzie, z tarczami ochronnymi. Do kierowania ogniem służyły dalmierze optyczne Barr & Stroud o bazie 4,5 stopy (1372 mm), zamienione przed wojną na 9-stopowe (2743 mm).

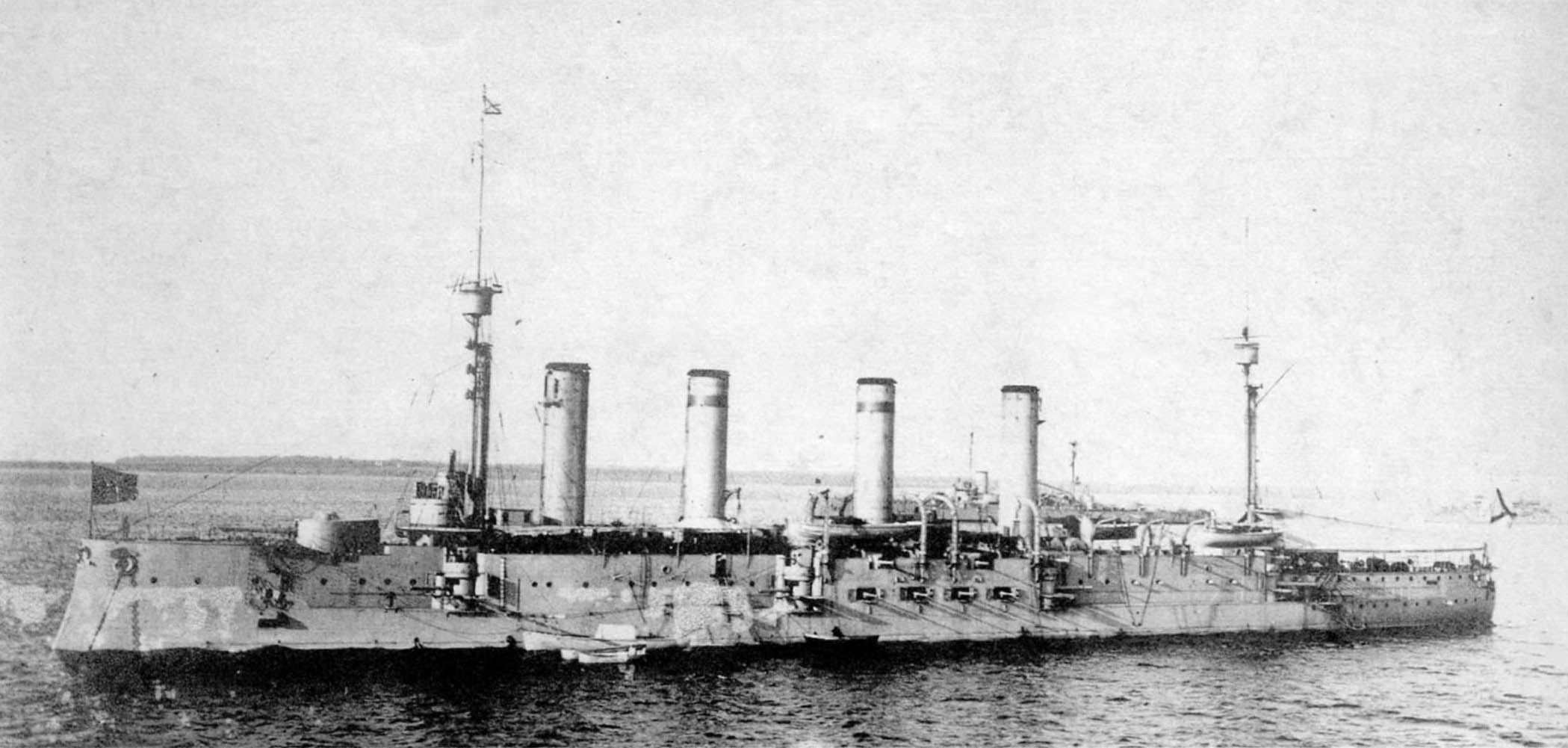
„Pałłada” w latach 1911–1914

Okręt miał dwie podwodne stałe wyrzutnie torpedowe kalibru 450 mm, umieszczone w burtach, z zapasem 6 torped (w tym dwie szkolne). 
Pancerz pionowy wykonany był ze stali Kruppa. Opancerzenie burt obejmowało główny pas pancerny na linii wodnej, rozciągający się od dziobu za wieżę rufową, o grubości maksymalnej 175 mm na śródokręciu, zmniejszającej się do 100 mm w kierunku dziobu i rufy oraz malejącej w dolnej części pasa. Nad pasem głównym był krótszy pas górny na śródokręciu o grubości 50 mm; taką samą grubość pancerza miały kazamaty dział znajdujące się ponad nim. Wewnętrzny pokład pancerny miał grubość 30 mm. Wieże dział miały pancerz pionowy 132 mm (dach 44 mm), a wieża dowodzenia miała pancerz grubości 136 mm (dach 75 mm).
Napęd stanowiły dwie czterocylindrowe pionowe maszyny parowe potrójnego rozprężania, napędzające bezpośrednio po jednej śrubie, o łącznej kontraktowej mocy indykowanej 16 500 KM. Parę dla maszyn dawało 26 kotłów wodnorurkowych systemu Belleville, rozmieszczonych w czterech kotłowniach. Spaliny odprowadzane były przez cztery wysokie, proste, szeroko rozstawione w równych odstępach kominy. Zapas paliwa – węgla – wynosił 750 ton, maksymalnie 1000 ton.
Do „Pałłady” bardzo zbliżony był drugi krążownik budowy rosyjskiej, „Bajan” (II), w stosunku do którego główną różnicę wizualną stanowił mostek nawigacyjny nad wieżą dowodzenia: „Pałłada” miała mostek z lekkimi rozbieranymi ścianami, a „Bajan” jedynie osłonę z płótna żaglowego z szybami (mostek nawigacyjny był używany jedynie poza walką, gdyż zasłaniał częściowo pole widzenia znajdującej się za nim wieżyczki dalmierza). Z elementów konstrukcji i wyposażenia odróżniających je od pozostałych dwóch okrętów budowy francuskiej, otrzymały one znacznie obszerniejszą pancerną wieżę dowodzenia (szerokości 4,57 m), wyposażoną jako nowość na rosyjskich okrętach w wieżyczkę dalmierza na dachu. Okręty budowy rosyjskiej posiadały dwa wysokie maszty, ze stanowiskami obserwacyjnymi do kierowania ogniem, zastosowanymi po raz pierwszy w rosyjskiej flocie. Nietypową cechą tych masztów było to, że stanowisko obserwacyjne było w teorii podnoszone, wraz z ruchomą stengą masztu, od 25,3 m nad wodą w położeniu marszowym do 30,5 m w położeniu bojowym. Rozwiązanie to jednak w praktyce okazało się nieudane z uwagi na wibracje i stengi unieruchomiono w dolnym położeniu. Okręty miały 3 reflektory o średnicy 75 cm, z tego dwa na skrzydłach mostka i jeden na platformie na maszcie rufowym. Nie posiadały sieci przeciwtorpedowych. Okręty miały kotwice Halla. W skład łodzi okrętowych „Pałłady” wchodził jeden kuter parowy i jeden motorowy (długości 9,75 m) i 8 łodzi wiosłowych różnej wielkości.

## Służba
Daty w kalendarzu gregoriańskim, w nawiasach – w kalendarzu juliańskim (starego stylu)

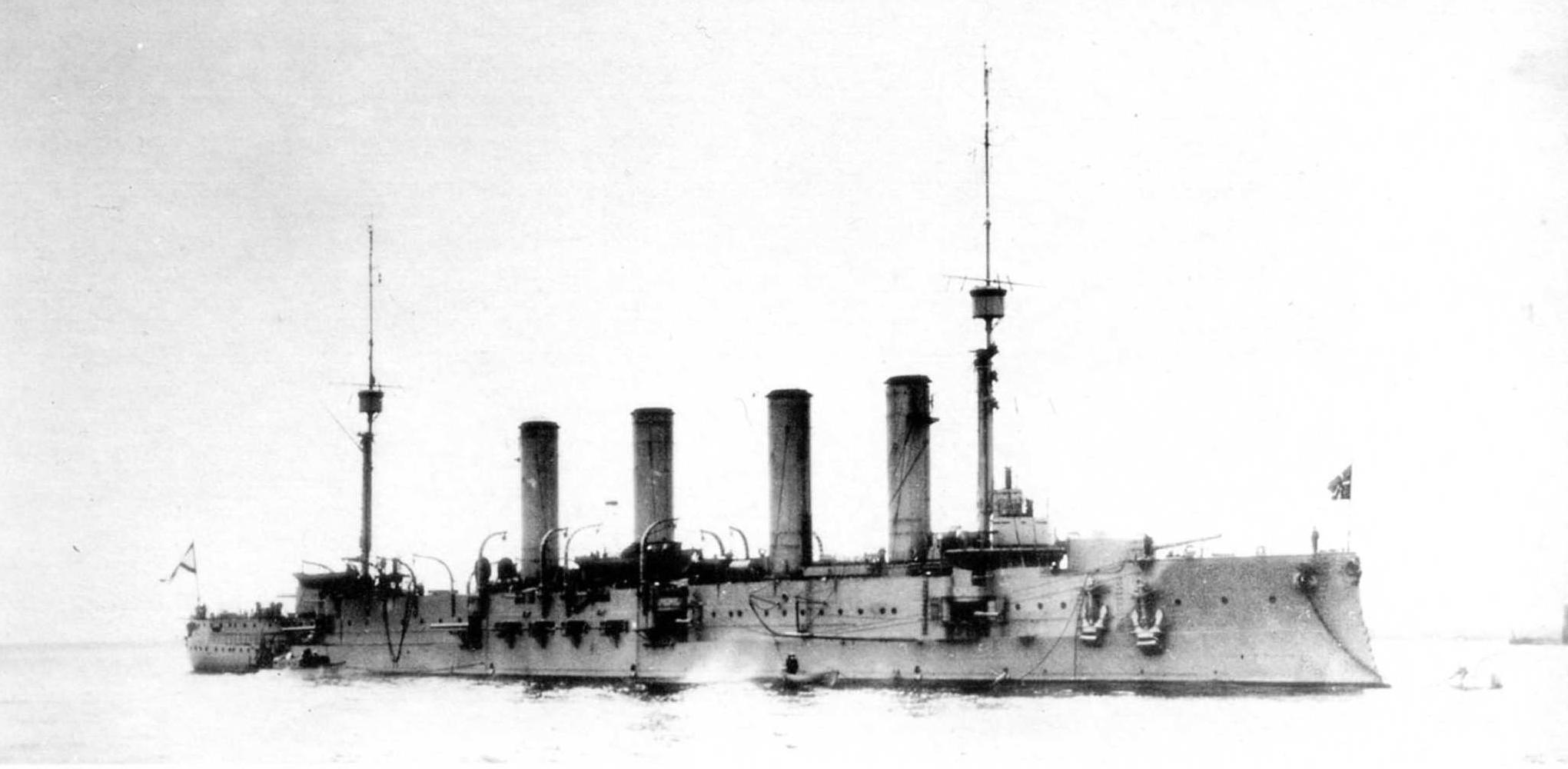
„Pałłada” w latach 1911–1914

W 1911 roku wszystkie trzy krążowniki typu Bajan weszły w skład nowo sformowanej Brygady Krążowników Floty Bałtyckiej w Rewlu (późniejszej 1. Brygady). W czasie pokoju okręty uczestniczyły w kampaniach od wiosny do zimy, a zimą były wycofywane do zbrojnej rezerwy z uwagi na zalodzenie. W czerwcu i lipcu 1911 roku okręty eskadry gościły w Kronsztadzie eskadrę amerykańskich pancerników. We wrześniu „Pałłada” wraz z Brygadą Krążowników i innymi okrętami złożyła wizytę w Køge w Danii. W dniach 24-28 (11-15) września 1912 roku „Pałłada” w składzie eskadry głównych sił Floty Bałtyckiej przebywała w Kopenhadze w Danii w związku z wizytą tam cesarzowej-wdowy Marii Fiodorowny z okazji urodzin jej bratanka, króla Chrystiana X. We wrześniu 1913 roku „Pałłada” z głównymi siłami Floty Bałtyckiej odwiedziła Portland, Brest i Stavanger. Dowódcą okrętu był początkowo komandor A.G. Butakow I, a od 1913 roku komandor Siergiej Magnus.
Po wybuchu I wojny światowej, krążowniki pancerne 1. Brygady dozorowały i patrolowały przed wejściem do Zatoki Fińskiej na wypadek próby przedarcia się w głąb zatoki okrętów niemieckich. 10 sierpnia (28 lipca) 1914 roku „Pałłada” w składzie sił Floty wypłynęła w morze w gotowości do ewentualnego zniszczenia szwedzkich okrętów, na wypadek przystąpienia Szwecji do wojny, lecz operacja została następnego dnia odwołana przez głównodowodzącego armii rosyjskiej (Szwecja pozostała w wojnie neutralna). 
26 (13) sierpnia 1914 roku, po otrzymaniu wiadomości, że niemiecki lekki krążownik „Magdeburg” wszedł na skały koło wyspy Odensholm, „Pałłada” i „Bogatyr’” wyszły rano z Bałtyjskiego Portu, po czym około godz. 11 we mgle ostrzelały najpierw przejmujący załogę „Magdeburga” niszczyciel V 26, który wycofał się, lecz został uszkodzony jednym pociskiem kalibru 152 mm. Po krótkim pojedynku, unieruchomiony krążownik „Magdeburg” został wysadzony przez załogę w powietrze i poddał się. Rosjanie zdobyli przy tym wyrzucone z okrętu do wody niemieckie książki kodów, przekazane następnie do Wielkiej Brytanii i umożliwiające później odczytywanie niemieckich szyfrów. W toku boju „Pałłada” wystrzeliła 16 pocisków kalibru 203 mm, 53 kalibru 152 mm i 18 kalibru 75 mm oraz jedną niecelną torpedę. Krążowniki ostrzelały przy tym we mgle o 11.40 także dwa własne niszczyciele przygotowujące się do ataku torpedowego, które zostały jednak zidentyfikowane i obeszło się bez strat. Krążowniki zabiły 35 ludzi załogi na obu okrętach i raniły 17. 
6 września (24 sierpnia) dozorujące „Pałłada” i „Bajan” wykryły podchodzące przeważające siły niemieckie, po czym wycofały się na centralną pozycję artyleryjsko-minową w stronę Rewla, ostrzelane przy tym nieskutecznie przez krążownik pancerny „Blücher”.
25 (12) września wszystkie trzy krążowniki typu Bajan i flagowy krążownik pancerny „Ruryk” odbyły rejs rozpoznawczy ku ujściu Zatoki Fińskiej, nie napotykając niemieckich okrętów. W dniach 27-29 (14-16) września „Pałłada” i „Ruryk” pod flagą admirała Essena przeprowadziły daleki rejs rozpoznawczy w rejon Gotlandii, również bez starć z przeciwnikiem.

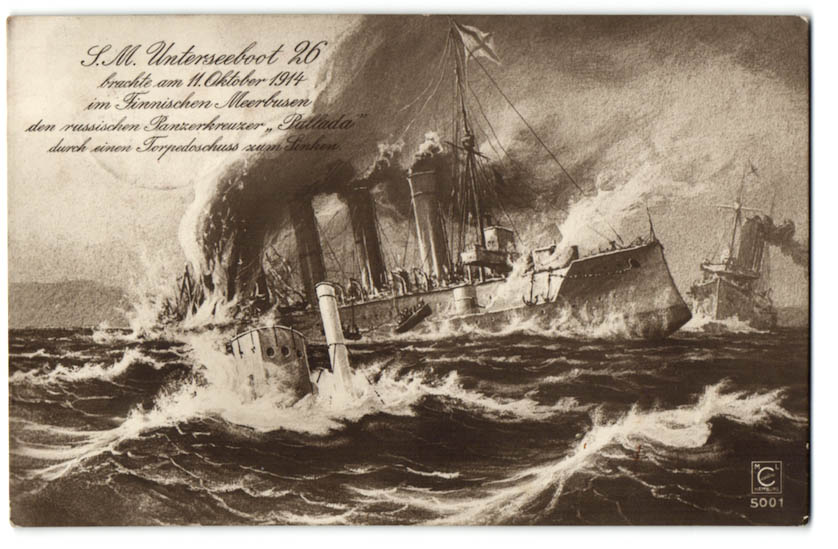
Wizja artystyczna zatopienia „Pałłady” na niemieckiej pocztówce

11 października (28 września) 1914 roku o 11.30 (czasu berlińskiego) powracająca z dozoru do Rewla „Pałłada” została storpedowana przez niemiecki okręt podwodny SM U-26. Torpeda trafiła z lewej burty w śródokręcie i spowodowała wybuch amunicji, a następnie kotłów, po czym okręt zatonął w ciągu dwóch minut na pozycji 59°36′30″N 22°49′00″E/59,608333 22,816667. Mimo obecności krążownika „Bajan”, płynącego w szyku torowym za „Pałładą”, a następnie przybycia niszczycieli, nie zdołano nikogo uratować z załogi liczącej 594 ludzi, w tym 29 oficerów łącznie z dowódcą S. Magnusem. Wobec braku widocznych rozbitków, „Bajan” nie spuszczał łodzi i wycofał się, ostrzeliwując domniemaną pozycję okrętu podwodnego, który nie powtórzył ataku. 
W 2012 roku ujawniono, że fińscy nurkowie odkryli w 2000 roku wrak „Pałłady”, spoczywający na głębokości 60 m.
O ile Bajan stanowił udany typ krążownika pancernego umiarkowanej wielkości przełomu XIX i XX wieku, to w momencie zamówienia dalszych okrętów tego typu, w tym „Pałłady”, był on już przestarzały, tym bardziej biorąc pod uwagę długi czas powstawania okrętów tego typu budowanych w Rosji. Mimo to, okręty tego typu pełniły aktywną i użyteczną służbę podczas I wojny światowej, aczkolwiek „Pałłada” została krótko po wybuchu wojny zatopiona przez okręt podwodny, dzieląc tym samym los kilku krążowników pancernych innych państw, utraconych w taki sam sposób, wskazujący na nowe realne zagrożenie dla dużych okrętów.